# 金建希
金建希（韩语：／ Gim Geon-hui，1972年9月2日—），本貫善山金氏，是第20任韓國總統尹锡悦的配偶， 前任韓國第一夫人。

## 生平
金建希於1972年出生，原名金命新（김명신），2008年更改至現時使用的名字。1996年獲京畿大學藝術學院繪畫系學士，1999年獲淑明女子大學教育研究生院美術教育碩士，2008年獲國民大學技術設計專門研究生院設計學博士，2012年獲首爾大學經營專門研究生院工商管理碩士學位。期間，她曾在2001年3月至2004年8月間在翰林聖心大學任教色彩表現技法、設計概論、圖形實習。2004年至2008年間，她在瑞逸大學任兼任講師，並於韓國理工大學、安養大學及國民大學擔任兼職教授，期間的講課獲好評。
2009年起，金建希任文化藝術展示企劃公司「Covana Contents」的代表理事。根據2021年7月的報道，金建希名下擁有近70億韓元的財產。她以雄厚的財力為基礎，投資各種文化內容；曾舉辦「卡地亞收藏品展」、「安迪·沃荷偉大世界展」等著名展覽。
2012年3月，金建希與尹錫悅結婚。由於兩人結婚時，尹錫悅已年過五十，因此曾引發兩人是否為再婚關係的傳聞。其後，金建希在受訪時指出兩人皆是首次結婚。她因年紀漸長，而早年已與尹錫悅相識，在一個僧人出面後，兩人決定結婚。
2022年，尹锡悦当选為韓國總統，金建希在受訪時表示，不希望使用「令夫人」（：／）这一尊称，認為「總統配偶」（：／）的表達更好。
2025年6月16日，金建希因抑郁症突然在首尔峨山医院住院，同月27日出院。

## 争议
2020年，因有公民團體指控她的公司於2019年舉辦展覽時收取回扣，首爾中央地方檢察廳就此展開調查。

### 操纵德意志汽车公司股价案
2022年8月，金建希被指涉2009年至2012年期間，參與操縱寶馬汽車在韓經銷商德意志汽車的股價。
与案件相关的被告人在一审、二审判决中均被判有罪，但2024年10月17日，首尔中央地方检察厅单独作出了不起诉金建希的决定，理由是认为金建希对此并不知情。

### 收受迪奥手袋案
2023年11月，南韓網媒「首爾之聲」報道稱，金建希于2022年9月13日從譯音「崔在永」的牧師中收受價值相當於300萬韓元的迪奧名牌手袋，並發布了有關影片，公開金建希與記者談話的錄音，引發黨內外爭議和親信干政風波。金建希随即起诉网媒“首尔之声”在未经其同意下錄製私人之间的通话。法院一审判决，要求首尔之声向金建希赔偿1000万韩元。尹錫悅稱該事件為反對黨的政治策略，一直拒絕為事件道歉，並表示沒有違法以阻止調查，其後其所屬政黨於4月的國會選舉大敗，才於2024年5月道歉，其時已經相隔一年。2024年8月21日，检方認定金建希涉嫌收受名牌包一案无犯罪嫌疑。9月6日，韩国大检察厅调查审议委员会召開会议，認為可以不用對金建希提起公诉。

### 学位论文抄袭
2021年，金建希遭揭發碩博士論文有4成以上為抄襲。年底，金建希出面召開記者會，向韓國國民道歉。2022年8月，授予金建希博士學位的國民大學以「未超出容忍範圍」為由，決定不予展開調查。不過依然有多名教授指控論文近9成未註明出處，不少內容直接與網路上的知識問答與部落格內容一致。12月，授予金建希硕士学位的淑明女子大学正式开始调查论文抄袭案。按照规定，正式调查应在90天内完成，但校方在此后两年多内不曾公布任何消息。尹锡悦弹劾案程序启动后的2025年1月底，淑明女子大学研究伦理真实性委员会向金建希通报其硕士学位论文存在抄袭的初步判定。2025年6月23日，淑明女子大学召开教育研究生院委员会会议，决定撤销金建希的硕士学位。由于韩国《高等教育法》规定，博士报考条件之一是“已获硕士学位”，国民大学亦于当日表示启动有关撤销金建希博士学位的行政程序；同年7月21日，国民大学成立的技术设计专门研究生院运营委员会表决决定撤销金建希的博士入学资格，以及授予的博士学位。

## 独检调查
2025年6月12日，韩国总统正式任命前首尔中央地方法院院长闵中基为《金建希独检法》的特别检察官。 7月21日，金建希独检组以邮寄方式通知金建希2025年8月6日上午10时以嫌疑人身份到案受讯。金建希方面在接受电话采访时表示，将到案就疑点进行解释。8月6日上午，金建希抵达特检组所在地，接受特检组调查。这是自独检组成立以来，针对金建希进行的首次调查。 金建希没有拒绝陈述，但基本否认所有指控。 8月7日下午1时21分，金建希独检组向法院提请签发对金建希的逮捕令。首尔中央地方法院12日晚以有毁灭证据之虞为由对金建希签发逮捕令，这导致韩国历史上首次出现前总统夫妇同时被羁押的情况。

## 外部連結
- 金建希的Instagram帳戶

| 榮銜            | 榮銜                            | 榮銜            |
| --------------- | ------------------------------- | --------------- |
| 前任者： 金正淑 | 大韓民國第一夫人 2022年－2024年 | 繼任者： 崔雅英 |